# Copa Intertoto 1992
La Copa Intertoto 1992 es la 32.ª edición de este torneo de fútbol a nivel de clubes de Europa. Participaron 40 equipos de países miembros de la UEFA, 1 más que la edición anterior.
No hubo un campeón específico debido a que el torneo solo tenía fase de grupos y el ganador de cada grupo se llevó la copa, pero se considera como campeón al Slavia Praga de la República Checa por ser quien mostró el mejor rendimiento durante el torneo.

## Fase de grupos
Los 40 equipos fueron distribuidos en 10 grupos de 4 equipos cada uno, en donde el vendcedor de cada grupo se llevó la copa y el premio monetario del torneo.

### Grupo 1
| Pos. | Equipo           | Pts. | PJ | PG | PE | PP | GF | GC | Dif. |
| ---- | ---------------- | ---- | -- | -- | -- | -- | -- | -- | ---- |
| 1.º  | FC Copenhague    | 9    | 6  | 4  | 1  | 1  | 14 | 8  | 6    |
| 2.º  | Sigma Olomouc    | 6    | 6  | 2  | 2  | 2  | 9  | 8  | 1    |
| 3.º  | Admira Wacker    | 5    | 6  | 2  | 1  | 3  | 10 | 14 | −4   |
| 4.º  | Grasshopper Club | 4    | 6  | 1  | 2  | 3  | 9  | 12 | −3   |

|     | COP | SIG | AWM | GRA |
| --- | --- | --- | --- | --- |
| COP |     | 1-3 | 5-3 | 2-1 |
| SIG | 1-1 |     | 3-1 | 1-1 |
| AWM | 0-2 | 1-0 |     | 3-2 |
| GRA | 0-3 | 3-1 | 2-2 |     |

### Grupo 2
| Pos. | Equipo         | Pts. | PJ | PG | PE | PP | GF | GC | Dif. |
| ---- | -------------- | ---- | -- | -- | -- | -- | -- | -- | ---- |
| 1.º  | Siófok         | 8    | 6  | 3  | 2  | 1  | 9  | 6  | 3    |
| 2.º  | Sparta Prague  | 8    | 6  | 3  | 2  | 1  | 9  | 7  | 2    |
| 3.º  | Vorwärts Steyr | 5    | 6  | 2  | 1  | 3  | 8  | 10 | −2   |
| 4.º  | Lausanne-Sport | 3    | 6  | 1  | 1  | 4  | 4  | 7  | −3   |

|     | SIO | SPA | VOR | LAU |
| --- | --- | --- | --- | --- |
| SIO |     | 1-1 | 2-2 | 1-0 |
| SPA | 2-1 |     | 3-1 | 2-1 |
| VOR | 1-3 | 2-0 |     | 2-1 |
| LAU | 0-1 | 1-1 | 1-0 |     |

### Grupo 3
| Pos. | Equipo          | Pts. | PJ | PG | PE | PP | GF | GC | Dif. |
| ---- | --------------- | ---- | -- | -- | -- | -- | -- | -- | ---- |
| 1.º  | Bayer Uerdingen | 10   | 6  | 5  | 0  | 1  | 8  | 4  | 4    |
| 2.º  | Häcken          | 6    | 6  | 2  | 2  | 2  | 12 | 8  | 4    |
| 3.º  | St. Gallen      | 4    | 6  | 1  | 2  | 3  | 8  | 10 | −2   |
| 4.º  | Stahl Linz      | 4    | 6  | 1  | 2  | 3  | 7  | 13 | −6   |

|     | UER | HAC | STG | LIN |
| --- | --- | --- | --- | --- |
| UER |     | 1-0 | 1-0 | 2-0 |
| HAC | 1-2 |     | 3-0 | 0-0 |
| STG | 0-1 | 3-3 |     | 2-2 |
| LIN | 3-1 | 2-5 | 0-3 |     |

### Grupo 4
| Pos. | Equipo           | Pts. | PJ | PG | PE | PP | GF | GC | Dif. |
| ---- | ---------------- | ---- | -- | -- | -- | -- | -- | -- | ---- |
| 1.º  | Karlsruher SC    | 7    | 6  | 2  | 3  | 1  | 12 | 9  | 3    |
| 2.º  | Young Boys       | 6    | 6  | 2  | 2  | 2  | 13 | 12 | 1    |
| 3.º  | Halmstads BK     | 6    | 6  | 3  | 0  | 3  | 11 | 13 | −2   |
| 4.º  | Austria Salzburg | 5    | 6  | 2  | 1  | 3  | 12 | 14 | −2   |

|     | KSC | YOU | HAL | AUS |
| --- | --- | --- | --- | --- |
| KSC |     | 2-2 | 4-1 | 4-2 |
| YOU | 2-2 |     | 3-1 | 3-1 |
| HAL | 2-0 | 2-1 |     | 4-3 |
| AUS | 0-0 | 4-2 | 2-1 |     |

### Grupo 5
| Pos. | Equipo          | Pts. | PJ | PG | PE | PP | GF | GC | Dif. |
| ---- | --------------- | ---- | -- | -- | -- | -- | -- | -- | ---- |
| 1.º  | Rapid Wien      | 7    | 6  | 3  | 1  | 2  | 13 | 10 | 3    |
| 2.º  | Helsingborgs IF | 7    | 6  | 2  | 3  | 1  | 11 | 13 | −2   |
| 3.º  | Brøndby IF      | 5    | 6  | 2  | 1  | 3  | 14 | 14 | 0    |
| 4.º  | VfL Bochum      | 5    | 6  | 1  | 3  | 2  | 7  | 8  | −1   |

|     | RAP | HEL | BRO | BOC |
| --- | --- | --- | --- | --- |
| RAP |     | 1-1 | 3-1 | 1-0 |
| HEL | 2-1 |     | 4-3 | 1-1 |
| BRO | 3-5 | 5-1 |     | 1-0 |
| BOC | 3-2 | 2-2 | 1-1 |     |

### Grupo 6
| Pos. | Equipo       | Pts. | PJ | PG | PE | PP | GF | GC | Dif. |
| ---- | ------------ | ---- | -- | -- | -- | -- | -- | -- | ---- |
| 1.º  | Lyngby BK    | 9    | 6  | 4  | 1  | 1  | 10 | 5  | 5    |
| 2.º  | SM Caen      | 6    | 6  | 2  | 2  | 2  | 6  | 5  | 1    |
| 3.º  | Schalke 04   | 6    | 6  | 2  | 2  | 2  | 11 | 11 | 0    |
| 4.º  | RKC Waalwijk | 3    | 6  | 1  | 1  | 4  | 6  | 12 | −6   |

|     | LYN | SMC | S04 | RKC |
| --- | --- | --- | --- | --- |
| LYN |     | 2-1 | 3-1 | 2-0 |
| SMC | 1-0 |     | 1-1 | 2-0 |
| S04 | 1-2 | 1-1 |     | 4-2 |
| RKC | 1-1 | 1-0 | 2-3 |     |

### Grupo 7
| Pos. | Equipo            | Pts. | PJ | PG | PE | PP | GF | GC | Dif. |
| ---- | ----------------- | ---- | -- | -- | -- | -- | -- | -- | ---- |
| 1.º  | Slovan Bratislava | 9    | 6  | 4  | 1  | 1  | 18 | 11 | 7    |
| 2.º  | Váci Izzó         | 8    | 6  | 4  | 0  | 2  | 13 | 10 | 3    |
| 3.º  | Aarhus            | 5    | 6  | 1  | 3  | 2  | 6  | 7  | −1   |
| 4.º  | Kiruna            | 2    | 6  | 0  | 2  | 4  | 8  | 17 | −9   |

|     | SLO | VAC | AAR | KIR |
| --- | --- | --- | --- | --- |
| SLO |     | 5-1 | 2-2 | 5-2 |
| VAC | 2-3 |     | 2-0 | 5-2 |
| AAR | 2-0 | 0-1 |     | 1-1 |
| KIR | 2-3 | 0-2 | 1-1 |     |

### Grupo 8
| Pos. | Equipo            | Pts. | PJ | PG | PE | PP | GF | GC | Dif. |
| ---- | ----------------- | ---- | -- | -- | -- | -- | -- | -- | ---- |
| 1.º  | Aalborg           | 10   | 6  | 4  | 2  | 0  | 11 | 2  | 9    |
| 2.º  | Hammarby IF       | 5    | 6  | 2  | 1  | 3  | 8  | 10 | −2   |
| 3.º  | SVV/Dordrecht '90 | 5    | 6  | 1  | 3  | 2  | 7  | 10 | −3   |
| 4.º  | Saarbrücken       | 4    | 6  | 1  | 2  | 3  | 6  | 10 | −4   |

|     | AAL | HAM | DOR | SAA |
| --- | --- | --- | --- | --- |
| AAL |     | 3-0 | 3-0 | 2-1 |
| HAM | 0-0 |     | 3-2 | 3-0 |
| DOR | 1-1 | 2-1 |     | 1-1 |
| SAA | 0-2 | 3-1 | 1-1 |     |

### Grupo 9
| Pos. | Equipo           | Pts. | PJ | PG | PE | PP | GF | GC | Dif. |
| ---- | ---------------- | ---- | -- | -- | -- | -- | -- | -- | ---- |
| 1.º  | Slavia Prague    | 11   | 6  | 5  | 1  | 0  | 16 | 4  | 12   |
| 2.º  | Bayer Leverkusen | 6    | 6  | 2  | 2  | 2  | 8  | 7  | 1    |
| 3.º  | H. Petah Tikva   | 5    | 6  | 1  | 3  | 2  | 7  | 11 | −4   |
| 4.º  | Maccabi Netanya  | 2    | 6  | 0  | 2  | 4  | 4  | 13 | −9   |

|     | SLA | B04 | HPT | NET |
| --- | --- | --- | --- | --- |
| SLA |     | 0-0 | 3-0 | 3-1 |
| B04 | 1-3 |     | 1-1 | 3-0 |
| HPT | 1-3 | 3-2 |     | 2-2 |
| NET | 1-4 | 0-1 | 0-0 |     |

### Grupo 10
| Pos. | Equipo          | Pts. | PJ | PG | PE | PP | GF | GC | Dif. |
| ---- | --------------- | ---- | -- | -- | -- | -- | -- | -- | ---- |
| 1.º  | Lokomotiv GO    | 8    | 6  | 3  | 2  | 1  | 6  | 6  | 0    |
| 2.º  | Lokomotiv Sofia | 6    | 6  | 2  | 2  | 2  | 8  | 7  | 1    |
| 3.º  | Argeş Piteşti   | 5    | 6  | 2  | 1  | 3  | 11 | 10 | 1    |
| 4.º  | Rapid București | 5    | 6  | 1  | 3  | 2  | 8  | 10 | −2   |

|     | LGO | LOK | ARG | RAP |
| --- | --- | --- | --- | --- |
| LGO |     | 1-0 | 2-0 | 2-0 |
| LOK | 0-0 |     | 3-1 | 1-1 |
| ARG | 5-0 | 1-2 |     | 3-3 |
| RAP | 1-1 | 3-2 | 0-1 |     |